# Ип Ман: Последняя схватка
«Ип Ман: Последняя схватка» (Ip Man: The Final Fight) — полубиографический фильм о жизни Ип Мана — первого человека, начавшего открыто преподавать Кунг-Фу (стиль Вин-Чунь). Премьера в Гонконге состоялась 28 марта 2013 года.

## Сюжет
В послевоенном Гонконге легендарный великий мастер Ип Ман вскоре после событий, связанных с, казалось бы, простым соперничеством между различными стилями кунг-фу, оказывается поневоле втянутым в тёмный и опасный преступный мир триад. Теперь, чтобы защитить жизнь и честь, ему не остаётся ничего, кроме как сразиться в последний раз…